# Brutovce
Brutovce és un poble i municipi d'Eslovàquia. Es troba a la regió de Prešov, al nord del país. El 2017 tenia 179 habitants.
La primera referència escrita de la vila data del 1268.

## Demografia
| Godina             | 1994 | 2004   | 2014    | 2024    |
| ------------------ | ---- | ------ | ------- | ------- |
| Nombre de persones | 238  | 217    | 188     | 144     |
| Diferència         |      | −8,82% | −13,36% | −23,40% |

| Godina             | 2023 | 2024   |
| ------------------ | ---- | ------ |
| Nombre de persones | 146  | 144    |
| Diferència         |      | −1,36% |